# Buchelay
Buchelay est une commune française située dans le département des Yvelines en région Île-de-France.
Ses habitants sont appelés les Buchelois.

## Géographie

### Situation

Localisation de Buchelay dans les Yvelines.

La commune de Buchelay est située dans le nord-ouest du département des Yvelines, dans la périphérie de l'agglomération mantoise, à quatre kilomètres environ au sud-ouest de Mantes-la-Jolie, sous-préfecture, dont elle est limitrophe, et à 45 km environ au nord-ouest de Versailles, préfecture du département.
Le territoire de Buchelay appartient au bassin versant de la Seine qui coule à environ deux kilomètres au nord de la commune.
Il n'existe aucun cours d'eau permanent dans la commune, qui n'est pas concernée par le risque d'inondation.
Le territoire de la commune de Buchelay occupe une zone de coteau en pente régulière vers le nord sur le versant sud de la vallée de la Seine, dans la périphérie sud-ouest de l'agglomération mantoise.

### Communes limitrophes
Les communes limitrophes sont Mantes-la-Jolie au nord, Mantes-la-Ville à l'est, Magnanville au sud-est, Fontenay-Mauvoisin au sud (sur environ 200 mètres), Jouy-Mauvoisin au sud-ouest et Rosny-sur-Seine à l'ouest.

Territoire communal, communes limitrophes et grandes infrastructures (carte OpenStreetmap).

### Climat
Pour des articles plus généraux, voir Climat de l'Île-de-France et Climat des Yvelines.
En 2010, le climat de la commune est de type climat océanique dégradé des plaines du Centre et du Nord, selon une étude du CNRS s'appuyant sur une série de données couvrant la période 1971-2000. En 2020, Météo-France publie une typologie des climats de la France métropolitaine dans laquelle la commune est exposée à un climat océanique et est dans la région climatique Sud-ouest du bassin Parisien, caractérisée par une faible pluviométrie, notamment au printemps (120 à 150 mm) et un hiver froid (3,5 °C).
Pour la période 1971-2000, la température annuelle moyenne est de 10,8 °C, avec une amplitude thermique annuelle de 14 °C. Le cumul annuel moyen de précipitations est de 683 mm, avec 11,3 jours de précipitations en janvier et 7,7 jours en juillet. Pour la période 1991-2020, la température moyenne annuelle observée sur la station météorologique la plus proche, située sur la commune de Magnanville à 1 km à vol d'oiseau, est de 11,6 °C et le cumul annuel moyen de précipitations est de 641,5 mm,. Pour l'avenir, les paramètres climatiques de la commune estimés pour 2050 selon différents scénarios d'émission de gaz à effet de serre sont consultables sur un site dédié publié par Météo-France en novembre 2022.
| Mois                                  | jan.             | fév.           | mars          | avril         | mai           | juin          | jui.         | août           | sep.          | oct.          | nov.            | déc.             | année      |
| ------------------------------------- | ---------------- | -------------- | ------------- | ------------- | ------------- | ------------- | ------------ | -------------- | ------------- | ------------- | --------------- | ---------------- | ---------- |
| Température minimale moyenne (°C)     | 1,7              | 1,8            | 3,6           | 5,5           | 8,6           | 11,6          | 13,4         | 13,6           | 10,9          | 8,6           | 4,8             | 2,3              | 7,2        |
| Température moyenne (°C)              | 4,3              | 5,1            | 7,8           | 10,7          | 13,9          | 17,2          | 19,5         | 19,5           | 16,2          | 12,5          | 7,7             | 4,8              | 11,6       |
| Température maximale moyenne (°C)     | 6,8              | 8,4            | 12,1          | 15,8          | 19,1          | 22,8          | 25,5         | 25,3           | 21,4          | 16,5          | 10,7            | 7,2              | 16         |
| Record de froid (°C) date du record   | −12,7 01.01.1997 | −12,3 07.02.12 | −8,5 13.03.13 | −3,2 06.04.21 | −0,7 06.05.19 | 3,3 01.06.06  | 6,6 16.07.12 | 5,8 28.08.1998 | 2,4 30.09.18  | −3,5 28.10.03 | −8,2 24.11.1998 | −10,1 29.12.1996 | −12,7 1997 |
| Record de chaleur (°C) date du record | 15,5 27.01.03    | 20,5 27.02.19  | 25,6 31.03.21 | 28,4 20.04.18 | 31,2 27.05.05 | 37,7 27.06.11 | 42 25.07.19  | 40,4 12.08.03  | 35,5 08.09.23 | 29,5 03.10.11 | 20,9 01.11.14   | 16,9 07.12.00    | 42 2019    |
| Précipitations (mm)                   | 48,5             | 47,7           | 48,4          | 42,5          | 62,1          | 53,9          | 51,5         | 56,5           | 40,9          | 65,3          | 57              | 67,2             | 641,5      |

## Urbanisme

### Typologie
Au 1er janvier 2024, Buchelay est catégorisée ceinture urbaine, selon la nouvelle grille communale de densité à sept niveaux définie par l'Insee en 2022.
Elle appartient à l'unité urbaine de Paris, une agglomération inter-départementale regroupant 407  communes, dont elle est une commune de la banlieue,,. Par ailleurs la commune fait partie de l'aire d'attraction de Paris, dont elle est une commune de la couronne,. Cette aire regroupe 1 929 communes,.

### Occupation des sols
| Type d'occupation           | Pourcentage | Superficie (en hectares) |
| --------------------------- | ----------- | ------------------------ |
| Espace urbain construit     | 36,5 %      | 181,74                   |
| Espace urbain non construit | 7,7 %       | 38,47                    |
| Espace rural                | 55,8 %      | 278,21                   |
| Source : Iaurif-MOS 2008    |             |                          |

Le territoire communal est partagé entre un espace rural, majoritaire (55,8 % de la superficie totale) consacré principalement à l'agriculture céréalière et partiellement boisé (environ 10 %) et un espace urbain construit occupant 182 hectares (36,5 % du territoire communal).
En 2008, l'espace rural se partageait entre agriculture (essentiellement de la grande culture céréalière) sur 220 hectares, soit 44,1 % de la superficie totale, bois et forêt sur 34 hectares, soit 6,9 % du total et friches sur 24 hectares, soit 4,8 % du total. Les zones boisées se trouvent dans les zones nord (bois des Garennes) et sud (bois des Terriers) de la commune.
L'espace urbain ouverts, composés des parcs et jardins, terrains de sports et terrains vacants, occupe presque 18 hectares.
Les surfaces consacrées à des activités industrielles et commerciales représentent 56 hectares, soit 11,2 % du territoire. Ces zones se trouvent principalement dans la partie nord du territoire communal, avec la zone industrielle des Closeaux, entre les deux lignes ferroviaires, contiguë à Mantes-la-Jolie. Les surfaces consacrées au commerce sont également importantes, occupant près de 10 hectares, avec plusieurs grandes surfaces, dont un hypermarché Auchan.
Les équipements de transport et les chantiers occupent 71,5 hectares; soit 14,3 % du territoire total. Cela s'explique par la présence de l'autoroute avec la barrière de péage, et des voies ferrées avec une partie des faisceaux de garage de la gare de Mantes-la-Jolie dans la pointe nord-est de la commune.

### Morphologie urbaine
L'habitat est très majoritairement groupé dans la partie sud du territoire (au sud de l'autoroute et de la voie ferrée) autour du bourg ancien augmenté de plusieurs lotissements pavillonnaires. Constitué exclusivement d'habitations individuelles, il s'étend sur 52 hectares, soit 10,5 % de la superficie totale.

### Habitat et logement
En 2018, le nombre total de logements dans la commune était de 1 196, alors qu'il était de 1 046 en 2013 et de 767 en 2008.
Parmi ces logements, 95,9 % étaient des résidences principales, 0,8 % des résidences secondaires et 3,3 % des logements vacants. Ces logements étaient pour 71,8 % d'entre eux des maisons individuelles et pour 28,2 % des appartements.
Le tableau ci-dessous présente la typologie des logements à Buchelay en 2018 en comparaison avec celle des Yvelines et de la France entière. Une caractéristique marquante du parc de logements est ainsi une proportion de résidences secondaires et logements occasionnels (0,8 %) inférieure à celle du département (2,6 %) mais supérieure à celle de la France entière (9,7 %). Concernant le statut d'occupation de ces logements, 67 % des habitants de la commune sont propriétaires de leur logement (78,1 % en 2013), contre 58,6 % pour les Yvelines et 57,5 pour la France entière.
| Typologie                                               | Buchelay | Yvelines | France entière |
| ------------------------------------------------------- | -------- | -------- | -------------- |
| Résidences principales (en %)                           | 95,9     | 91,1     | 82,1           |
| Résidences secondaires et logements occasionnels (en %) | 0,8      | 2,6      | 9,7            |
| Logements vacants (en %)                                | 3,3      | 6,3      | 8,2            |

### Voies de communication et transports
Ce territoire est morcelé par plusieurs infrastructures de transport : l'autoroute de Normandie le traverse en son milieu dans le sens est-ouest, avec les installations d'une importante barrière de péage ainsi qu'un demi-échangeur. La commune est desservie par la route départementale D 110 qui la relie à Bréval au sud-ouest et qui se raccorde à la liaison N13 - A13 qui relie la RN 13 au Val Fourré (Mantes-la-Jolie) au nord à l'autoroute A13, direction Paris ainsi qu'à la RD 983 à l'ouest (Magnanville).
Deux lignes de chemin de fer le traversent également, la ligne Paris-Le Havre à l'extrême nord-ouest de la commune et la ligne Paris-Cherbourg, orientée nord-est - sud-ouest, qui croise l'autoroute au centre de la commune. Aucune gare ne dessert directement Buchelay qui, cependant, a une petite partie du nord-est de son territoire sur les emprises de la gare de Mantes-la-Jolie. Deux lignes à haute tension suivent le tracé de l'autoroute, légèrement au sud de celle-ci. Quatre lignes d’autobus du réseau TAM géré par la communauté d’agglomérations de Mantes en Yvelines desservent Buchelay (ligne K, D, G et Z).
Un sentier de grande randonnée, le GR 26 traverse la commune dans sa partie la plus élevée, près de la limite sud.

## Toponymie
Le nom de la localité est attesté sous les formes Buscalide (ou Buschalide) au IXe siècle dans un état des biens appartenant à l’abbaye Saint-Germain (des Prés) en 829, Buschelidum en 1080.
Le nom de « Buchelay » dérive du mot « bois », lui-même très fréquemment utilisé, sous les formes Bost, Boz, Bue et Bus, du vieux français boschet « bosquet ».

## Histoire

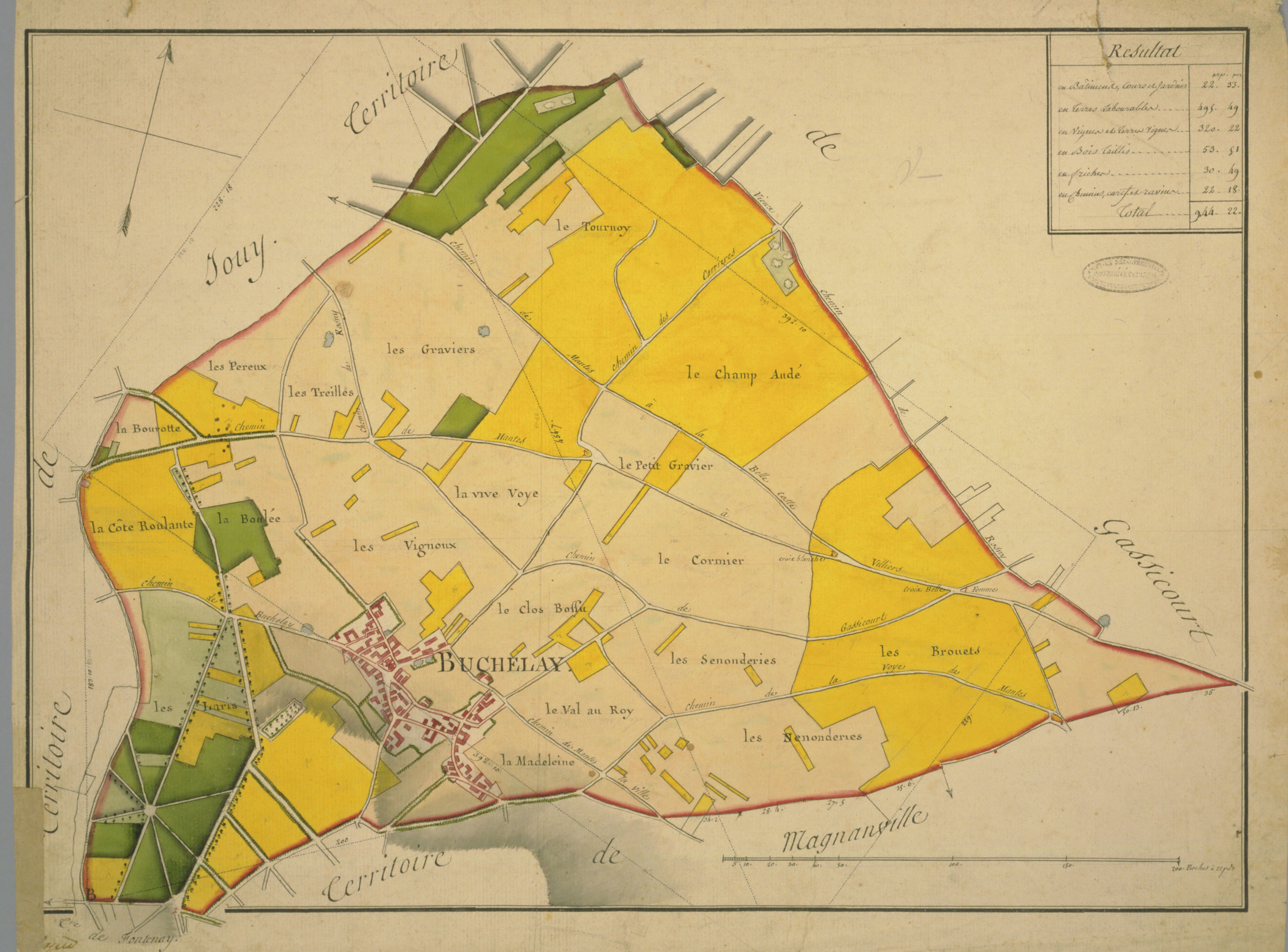
Plan d'intendance de la paroisse de Buchelay en 1776 (archives départementales des Yvelines).

Bien que la présence de l'homme dans la région du Mantois soit largement attestée depuis la plus haute Antiquité jusqu'au haut Moyen Âge, aucune découverte archéologique n'a été recensée dans le territoire de Buchelay.

### Moyen Âge
Buchelay était un fief des seigneurs de Mauvoisin au XIe siècle, qui en distraient plusieurs parties : le fief de la Madeleine et le fief des Fossés ou des Larris. Le fief de Buchelay correspondant alors au centre du village.
Buchelay est  séparée de Rosny-sur-Seine  en 1487.

### Temps modernes
- Propriété des seigneurs de Magnanville : Deslandes, Briçonnet, Grout, de la Motte puis Savalète qui achète la seigneurie en 1720.
- Les trois fiefs sont rassemblés en 1735. Le tout sera revendu à M. de Boulongne puis à M. Morel de Vindé.

### Époque contemporaine
- 1843 : construction du chemin de fer.
- Urbanisation récente, liée à l'adhésion de la ville au district urbain de Mantes-la-Jolie en 1966.

## Politique et administration

### Rattachements administratifs et électoraux

#### Rattachements administratifs
Antérieurement à la loi du 10 juillet 1964, la commune faisait partie du département de Seine-et-Oise. La réorganisation de la région parisienne en 1964 fit que la commune appartient désormais au département des Yvelines et à son arrondissement de Mantes-la-Jolie après un transfert administratif effectif au 1er janvier 1968.
Elle faisait partie depuis 1793 du canton de Mantes-la-Jolie de Seine-et-Oise. Dans le cadre du redécoupage cantonal de 2014 en France, cette circonscription administrative territoriale a disparu, et le canton n'est plus qu'une circonscription électorale.
Elle est aussi incluse dans le territoire de l'opération d'intérêt national Seine-Aval.

#### Rattachements électoraux
Pour les élections départementales, la commune est membre depuis 2014 du canton de Mantes-la-Jolie
Pour l'élection des députés, elle fait partie de la huitième circonscription des Yvelines, circonscription à dominante mi-rurale, mi-urbaine du nord-ouest des Yvelines centrée autour de la ville de Mantes-la-Jolie.

### Intercommunalité
Buchelay était membre de la communauté d'agglomération de Mantes-en-Yvelines, un établissement public de coopération intercommunale (EPCI) à fiscalité propre créé fin 1999 et auquel la commune avait transféré un certain nombre de ses compétences, dans les conditions déterminées par le code général des collectivités territoriales.
Dans le cadre des dispositions de la loi de modernisation de l'action publique territoriale et d'affirmation des métropoles qui crée la métropole du Grand Paris et organise la création d'intercommunalités de taille importante en seconde couronne parisienne, cette intercommunalité a fusionné avec ses voisines pour former, le 1er janvier 2016, la communauté urbaine Grand Paris Seine et Oise, dont est désormais membre la commune.

### Liste des maires
| Période                                  | Période        | Identité                 | Étiquette       | Qualité |
| ---------------------------------------- | -------------- | ------------------------ | --------------- | --- |
| Les données manquantes sont à compléter. |                |                          |                 | |
| 1822                                     | 1855           | Noël Desmousseaux        |                 | |
| 1857                                     |                | Jean Adrien Mention      |                 | |
| 1865                                     | 1871           | Jean-Baptiste Creste     |                 | |
| 1871                                     | 1881           | Louis Jannot             |                 | |
| Les données manquantes sont à compléter. |                |                          |                 | |
| ca. 1902                                 |                | M. Vallon                |                 | |
| Les données manquantes sont à compléter. |                |                          |                 | |
|                                          | 1966           | René Léger               |                 | |
| 1966                                     | 1986           | Jean Dubarry (1926-2008) |                 | Vice-président du District urbain de Mantes Démissionnaire                                                                  |
| 1986                                     | mars 2008      | Dominique Braye          | RPR puis UMP    | Docteur vétérinaire Sénateur des Yvelines (1995 → 2011) Président de la CA de Mantes-en-Yvelines (1995 → 2014)              |
| mars 2008                                | décembre 2022, | Paul Martinez            | NC puis FED-UDI | Directeur général des services de la Caux Seine Agglo Président de la CA de Mantes-en-Yvelines (2014 → 2016) Démissionnaire |
| février 2023                             | En cours       | Stéphane Tremblay        | SE              | Cadre de la fonction publique, ancien premier adjoint Élu à la suite de l'élection municipale partielle du 5 février 2023   |

### Distinctions et labels
Buchelay participe au Concours des villes et villages fleuris, pour lequel elle a reçu trois fleurs en 2007.

## Équipements et services publics

### Eau et déchets
Une grande partie du territoire communal est inclus dans le « champ captant de Rosny - Buchelay » qui pourvoit à l'alimentation en eau potable de Buchelay et des communes voisines de l'ancienne CAMY. Plusieurs stations de pompage situées dans la commune extraient l'eau potable de la nappe alluviale de la Seine et de la nappe de la craie associée. De ce fait la commune est soumise à des périmètres de protection rapprochée et éloignée, qui imposent des contraintes en matière d'urbanisme.

### Justice, sécurité, secours et défense
Sur le plan judiciaire, Buchelay fait partie de la juridiction d’instance de Mantes-la-Jolie et, comme toutes les communes des Yvelines, dépend du tribunal de grande instance ainsi que de tribunal de commerce sis à Versailles,.

## Population et société

### Démographie

#### Évolution démographique
L'évolution du nombre d'habitants est connue à travers les recensements de la population effectués dans la commune depuis 1793. Pour les communes de moins de 10 000 habitants, une enquête de recensement portant sur toute la population est réalisée tous les cinq ans, les populations de référence des années intermédiaires étant quant à elles estimées par interpolation ou extrapolation. Pour la commune, le premier recensement exhaustif entrant dans le cadre du nouveau dispositif a été réalisé en 2006.

En 2022, la commune comptait 3 364 habitants, en évolution de +6,22 % par rapport à 2016 (Yvelines : +2,72 %, France hors Mayotte : +2,11 %).
| 1793 | 1800 | 1806 | 1821 | 1831 | 1836 | 1841 | 1846 | 1851 |
| ---- | ---- | ---- | ---- | ---- | ---- | ---- | ---- | ---- |
| 464  | 511  | 475  | 382  | 399  | 380  | 380  | 383  | 343  |

| 1856 | 1861 | 1866 | 1872 | 1876 | 1881 | 1886 | 1891 | 1896 |
| ---- | ---- | ---- | ---- | ---- | ---- | ---- | ---- | ---- |
| 383  | 337  | 338  | 319  | 305  | 291  | 304  | 296  | 318  |

| 1901 | 1906 | 1911 | 1921 | 1926 | 1931 | 1936 | 1946 | 1954 |
| ---- | ---- | ---- | ---- | ---- | ---- | ---- | ---- | ---- |
| 336  | 357  | 412  | 402  | 431  | 461  | 478  | 524  | 586  |

| 1962 | 1968  | 1975  | 1982  | 1990  | 1999  | 2006  | 2011  | 2016  |
| ---- | ----- | ----- | ----- | ----- | ----- | ----- | ----- | ----- |
| 715  | 1 090 | 1 064 | 1 043 | 2 066 | 2 203 | 2 256 | 2 406 | 3 167 |

| 2021  | 2022  | - | - | - | - | - | - | - |
| ----- | ----- | - | - | - | - | - | - | - |
| 3 340 | 3 364 | - | - | - | - | - | - | - |

#### Pyramide des âges
En 2018, le taux de personnes d'un âge inférieur à 30 ans s'élève à 40,7 %, soit au-dessus de la moyenne départementale (38 %). À l'inverse, le taux de personnes d'âge supérieur à 60 ans est de 18,6 % la même année, alors qu'il est de 21,7 % au niveau départemental.
En 2018, la commune comptait 1 559 hommes pour 1 552 femmes, soit un taux de 50,11 % d'hommes, légèrement supérieur au taux départemental (48,68 %).
Les pyramides des âges de la commune et du département s'établissent comme suit.
| Hommes | Classe d’âge | Femmes |
| ------ | ------------ | ------ |
| 0,1    | 90 ou +      | 0,4    |
| 4,3    | 75-89 ans    | 4,9    |
| 13,7   | 60-74 ans    | 13,8   |
| 17,8   | 45-59 ans    | 18,0   |
| 22,7   | 30-44 ans    | 22,8   |
| 15,9   | 15-29 ans    | 18,8   |
| 25,4   | 0-14 ans     | 21,4   |

| Hommes | Classe d’âge | Femmes |
| ------ | ------------ | ------ |
| 0,6    | 90 ou +      | 1,4    |
| 6      | 75-89 ans    | 7,8    |
| 13,5   | 60-74 ans    | 14,8   |
| 20,7   | 45-59 ans    | 20,1   |
| 19,6   | 30-44 ans    | 19,9   |
| 18,5   | 15-29 ans    | 16,8   |
| 21,2   | 0-14 ans     | 19,2   |

## Économie
- Commune largement urbanisée (lotissements),
- Importante zone industrielle et commerciale,
- Centre commercial régional Auchan,
- Barrière de péage de l'autoroute A13.

## Culture locale et patrimoine

### Lieux et monuments
- Église Saint-Sébastien : édifice en pierre calcaire couvert d'ardoise, construit au XVe siècle, largement restauré en 1846. Clocher carré à flèche hexagonale. Style néogothique. La cloche a été rénovée en 2014 et fut baptisée Irène le 5 avril 2014.
L'église du XVe siècle était orientée normalement (chœur à l'est). Celle que nous voyons est bâtie nord sud. Il s'agit donc d'une nouvelle construction au XIXe siècle et pas seulement d'une restauration.
Les maisons du centre ancien sont presque toutes présentes sur un plan de 1732.

### Personnalités liées à la commune
- Charles Savalette (1683-1756), négociant parisien, acquit la seigneurie de Magnanville, dont dépendait Buchelay, le 28 janvier 1720[39].

### Héraldique
| Blason de Buchelay | Blason  | Tranché de sinople et d'or, au premier à une gerbe de blé, au second à un bosquet de l'un dans l'autre, et à la bande de sable chargée d'un filet d'argent brochant sur le tranché, au chef d'or à deux fasces de gueules, qui est de Mauvoisin. |
| Blason de Buchelay | Détails | Le blason symbolise quelques éléments caractéristiques du territoire et de son histoire : le bosquet rappelle l'étymologie du nom de la commune et la gerbe de blé sur fond de sinople l'origine rurale du territoire, la bande brochant sur la partition évoque l'autoroute qui traverse le territoire. Le chef, d'or à deux fasces de gueules, reprend les armes de la famille Mauvoisin, anciens seigneurs du lieu. Ce blason, créé par Mireille Louis, a été adopté en 1973. |